# Маззарот

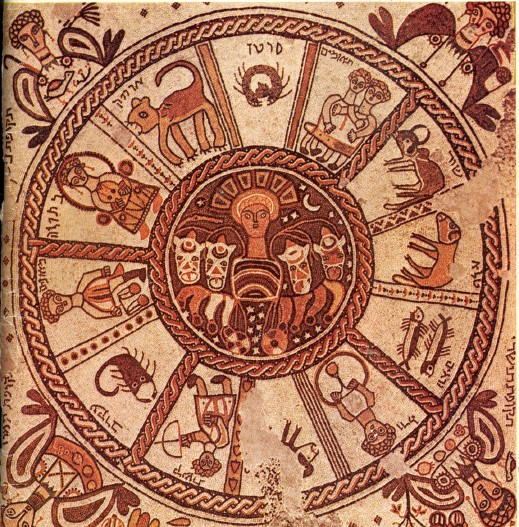
Мозаика с изображением Зодиака. VI век, Бейт-Альфа, сегодняшний Израиль.

«Маззарот» (ивр. מַזָּרוֹת‎, в переводе Феодотиона, фраза из которого вставлена Оригеном в LXX — μαζουρωθ) — слово на иврите, являющееся гапаксом (то есть, таким, которое появляется в тексте только один раз) в Танахе, в книге Иова (38:31, 32). Вероятно, слово семантически связано также со сходным с ним словом «мазалот» (מַּזָּלוֹת‎), упомянутым в четвёртой книге Царств (23:3—5).
Точное значение слова остаётся является неопределённым, но его контекст связан с астрономическими созвездиями, и от этого зачастую оно интерпретируется как термин для обозначения зодиакальных созвездий или зодиака в целом.
В современном идише термином «мазалот» обозначается вообще астрология, а также слово живёт в выражении «Мазаль тов», что можно перевести как пожелание удачи.

## Библейский контекст
Данное слово появляется в Книге Иова при перечислении различных астрономических явлений:

Можешь ли выводить созвездия в своё время и вести Ас с её детьми?
Оригинальный текст (иврит)התציא מזרות בעתו ועישׁ על  בניה  תנחם׃
— Иов. 38:32
Схожее слово Мазалот (מַּזָּלוֹת‎) из 4-й книги Царств, в различных переводах текста имеет различное семантическое значение, но зачастую это слово переводят терминами, связанными с представлением о классических планетах или, что наиболее часто, о зодиакальных созвездиях (в каббалистической астрологии, слово «mazalot» используется для обозначения астрологии в целом, в значении слова «судьба»):

И отставил жрецов, которых поставили цари Иудейские, чтобы совершать курения на высотах в городах Иудейских и окрестностях Иерусалима, — и которые кадили Ваалу, солнцу, и луне, и созвездиям, и всему воинству небесному.
Оригинальный текст (иврит)והשׁבית את הכמרים אשׁר נתנו מלכי יהודה ויקטר בבמות בערי יהודה ומסבי ירושׁלם ואת המקטרים לבעל לשׁמשׁ ולירח ולמזלות
— 4 Цар. 23:5
Стоит заметить, что в тексте Септуагинты, имевшемся в распоряжении Оригена, данный стих отсутствовал, и Ориген был вынужден вставить его из перевода Феодотиона, в котором данное слово не переведено, а лишь транслитерировано как «мазарот» (μαζουρωθ).

## Этимология и переводы
Само слово «маззарот» панвавилонисты связывают с ассирийским «манзальту» (manzaltu, положение), которым в древней Месопотамии обозначали стоянку Луны, а затем и Солнца, вблизи созвездия. Другие считают, что слово «маззарот» образовано от корня со значением «окружать; опоясывать».
Слово традиционно (вслед за Оригеновой редакцией LXX) публикуется непереведённым, но некоторые переводы Библии переводят его как «зодиак», «созвездия» или «звёзды».
Вульгата использует слово «luciferum» в качестве перевода слова «маззарот», также существуют иные переводы слова — «утренняя звезда» (англ. morning star; издание перевода Лютера от 1545 года также переводит слово на немецкий язык термином «утренняя звезда» — Morgenstern); «дневная звезда» (англ. day star); «Crown season»; «последовательность времён года» (англ. sequence of seasons); «Люцифер, то есть утренняя звезда» (среднеангл. Lucifer, 'that is, dai sterre — Библия Уиклифа).